# Hisingerite
La hisingerite è un minerale.